# For Unlawful Carnal Knowledge Tour
For Unlawful Carnal Knowledge Tour – jedenasta trasa koncertowa zespołu Van Halen promująca album For Unlawful Carnal Knowledge. Trasa oficjalnie rozpoczęła się 16 sierpnia 1991. W sumie trasa objęła 110 koncertów. W roli supportu wystąpiła amerykańska grupa muzyczna Alice in Chains.

## Muzycy
Członkowie zespołu: Sammy Hagar, Eddie Van Halen, Alex Van Halen, Michael Anthony.

## Daty i miejsca koncertów

### Stany Zjednoczone
- 16 sierpnia 1991: Atlanta, GA – Lakewood Amphitheater
- 17 sierpnia 1991: Nashville, TN – Starwood Amphitheater
- 20 sierpnia 1991: Pittsburgh, PA – Starlake Amphitheater
- 21 sierpnia 1991: Cleveland, OH – Blossom Music Center
- 24 sierpnia 1991: Indianapolis, IN – Deer Creek Music Center
- 25 sierpnia 1991: St. Louis, MO – Riverport Amphitheater
- 26 sierpnia 1991: Kansas City, KS – Sandstone Amphitheater
- 29 sierpnia 1991: Detroit, MI – Pine Knob Music Theatre
- 31 sierpnia 1991: Milwaukee, WI – Marcus Amphitheater
- 1 września 1991: Chicago, IL – New World Music Theater
- 5 września 1991: Los Angeles, CA – Universal Amphitheater
- 6 września 1991: Denver, CO – Fiddler's Green Amphitheatre
- 8 września 1991: Phoenix, AZ – Desert Sky Pavilion
- 9 września 1991: Sacramento, CA – Sleep Train Pavilion
- 10 września 1991: Costa Mesa, CA – Pacific Amphitheater
- 11 września 1991: Costa Mesa, CA – Pacific Amphitheater
- 13 września 1991: Mountain View, CA – Shoreline Amphitheater
- 14 września 1991: Mountain View, CA – Shoreline Amphitheater
- 15 września 1991: Sacramento, CA – Sleep Train Pavilion
- 23 września 1991: Albany, NY – Knickerbocker Arena

### Stany Zjednoczone i Kanada
- 8 października 1991: Portland, ME – Cumberland County Civic Center
- 9 października 1991: Providence, RI – Providence Civic Center
- 11 października 1991: Hampton, VA – Hampton Coliseum
- 12 października 1991: Raleigh, NC – Alltel Pavilion at Walnut Creek
- 15 października 1991: Filadelfia, PA – The Spectrum
- 16 października 1991: Filadelfia, PA – The Spectrum
- 17 października 1991: Landover, MD – Capital Center
- 20 października 1991: Buffalo, NY – Buffalo Memorial Auditorium
- 23 października 1991: Albany, NY – Knickerbocker Arena
- 24 października 1991: East Rutherford, NJ – Meadowlands Arena
- 25 października 1991: East Rutherford, NJ – Meadowlands Arena
- 27 października 1991: Uniondale, NY – Nassau Veterans Memorial Coliseum
- 29 października 1991: Hartford, CT – Hartford Civic Center
- 30 października 1991: Worcester, MA – Worcester Centrum
- 31 października 1991: Worcester, MA – Worcester Centrum
- 3 listopada 1991: Montreal, QU – Montreal Forum
- 4 listopada 1991: Toronto, ON – SkyDome
- 7 listopada 1991: Winnipeg, MA – Winnipeg Arena
- 9 listopada 1991: Edmonton, AB – Northlands Coliseum
- 10 listopada 1991: Saskatoon, SK – Saskatchewan Place
- 11 listopada 1991: Calgary, AB – Olympic Saddledome
- 13 listopada 1991: Vancouver, BC – BC Place Stadium
- 14 listopada 1991: Tacoma, WA – Tacoma Dome
- 15 listopada 1991: Portland, OR – Memorial Coliseum

### Stany Zjednoczone
- 2 grudnia 1991: Memphis, TN – Pyramid Arena
- 3 grudnia 1991: Shreveport, LA – Hirsch Memorial Coliseum
- 4 grudnia 1991: Dallas, TX – West End Marketplace (Free outdoor show)
- 6 grudnia 1991: Biloxi, MS – Mississippi Coast Coliseum
- 7 grudnia 1991: Baton Rouge, LA – The Centraplex
- 9 grudnia 1991: Tallahassee, FL – Tallahassee-Leon County Civic Center
- 10 grudnia 1991: Jacksonville, FL – Jacksonville Coliseum
- 12 grudnia 1991: St. Petersburg, FL – Thunderdome
- 13 grudnia 1991: Miami, FL – Miami Arena
- 14 grudnia 1991: Orlando, FL – Orlando Arena
- 22 stycznia 1992: Tacoma, WA – Tacoma Dome
- 23 stycznia 1992: Portland, OR – Memorial Coliseum
- 28 stycznia 1992: Dallas, TX – Reunion Arena
- 29 stycznia 1992: Austin, TX – Frank Erwin Center
- 31 stycznia 1992: Houston, TX – The Summit
- 2 lutego 1992: Oklahoma City, OK – Myriad Convention Center
- 3 lutego 1992: Wichita, KS – Kansas Coliseum
- 5 lutego 1992: Carbondale, IL – SIU Arena
- 7 lutego 1992: Cincinnati, OH – Riverfront Coliseum
- 8 lutego 1992: Louisville, KY – Freedom Hall
- 9 lutego 1992: Evansville, IN – Roberts Stadium
- 12 lutego 1992: Chattanooga, TN – UTC Arena
- 14 lutego 1992: Birmingham, AL – Birmingham Jefferson Civic Complex
- 15 lutego 1992: Huntsville, AL – Von Braun Civic Center
- 16 lutego 1992: Knoxville, TN – Thompson-Boling Arena
- 19 lutego 1992: Kalamazoo, MI – Wings Stadium
- 21 lutego 1992: Detroit, MI – The Palace of Auburn Hills (koncert odwołany)
- 22 lutego 1992: Detroit, MI – The Palace of Auburn Hills (koncert odwołany)
- 24 lutego 1992: Fort Wayne, IN – Allen County War Memorial Coliseum
- 26 lutego 1992: Roanoke, VA – Roanoke Civic Center
- 28 lutego 1992: Charlotte, NC – Charlotte Coliseum
- 29 lutego 1992: Columbia, SC – Carolina Coliseum
- 2 marca 1992: Kalamazoo, MI – Wings Stadium
- 3 marca 1992: Fort Wayne, IN – Allen County War Memorial Coliseum
- 3 kwietnia 1992: Detroit, MI – The Palace of Auburn Hills
- 4 kwietnia 1992: Detroit, MI – The Palace of Auburn Hills
- 6 kwietnia 1992: Manhattan, KS – Bramlage Coliseum
- 7 kwietnia 1992: Omaha, NE – Omaha Civic Auditorium
- 8 kwietnia 1992: Little Rock, AR – Barton Coliseum
- 10 kwietnia 1992: Cedar Rapids, IA – Five Seasons Center
- 11 kwietnia 1992: Peoria, IL – Peoria Civic Center
- 12 kwietnia 1992: Columbia, MO – Hearnes Center
- 15 kwietnia 1992: St. Louis, MO – St. Louis Arena
- 17 kwietnia 1992: Minneapolis, MN – Target Center
- 18 kwietnia 1992: Ames, IA – Hilton Coliseum
- 19 kwietnia 1992: Omaha, NE – Omaha Civic Auditorium
- 22 kwietnia 1992: Rapid City, SD – Rushmore Civic Center
- 23 kwietnia 1992: Billings, MT – MetraPark Arena
- 25 kwietnia 1992: Denver, CO – McNichols Sports Arena
- 27 kwietnia 1992: Albuquerque, NM – Tingley Coliseum
- 28 kwietnia 1992: El Paso, TX – El Paso Civic Center
- 2 maja 1992: Los Angeles, CA – Great Western Forum
- 3 maja 1992: Los Angeles, CA – Great Western Forum
- 6 maja 1992: Las Vegas, NV – Thomas & Mack Center
- 8 maja 1992: San Francisco, CA – Cow Palace
- 9 maja 1992: Reno, NV – Lawlor Events Center
- 10 maja 1992: Sacramento, CA – ARCO Arena
- 14 maja 1992: Fresno, CA – Selland Arena
- 15 maja 1992: Fresno, CA – Selland Arena
- 16 maja 1992: Los Angeles, CA – Great Western Forum
- 17 maja 1992: Tucson, AZ – McKale Center

### Meksyk
- 23 maja 1992: Meksyk – Palacio de los Deportes
- 24 maja 1992: Meksyk – Palacio de los Deportes

### Hawaje
- 29 maja 1992: Honolulu, HI – Neal S. Blaisdell Center
- 30 maja 1992: Honolulu, HI – Neal S. Blaisdell Center
- 31 maja 1992: Honolulu, HI – Neal S. Blaisdell Center